# 硫化亚铁
硫化亚铁（化学式：FeS）是铁(II)的硫化物，标准状态下为黑褐色难溶于水的六方晶系晶体，具有非计量性质。它易被空气氧化，生成高价的铁氧化物（如四氧化三铁）和硫。粉末状的硫化亚铁会发生自燃。
单质铁和硫密闭高温反应，或铁(II)盐与碱金属硫化物在水溶液中作用都会生成硫化亚铁。
S8 + 8 Fe → 8 FeS
Fe2+ + S2− → FeS↓
自然界的硫化亚铁以磁黄铁矿的形式存在。它有单斜和六方两种，都为非计量化合物，缺少铁原子，化学式大约为Fe7S8。
硫化亚铁是反铁磁性的，难溶于水，但可溶于盐酸放出硫化氢气体，实验室中常作硫化氢发生剂。
FeS + 2 HCl → FeCl2 + H2S↑
真空加热至1100 °C时，硫化亚铁开始分解。

## 其他硫铁化合物
- 硫化铁，Fe2S3，不稳定，受热分解。
- 二硫化铁，FeS2，有黄铁矿和白铁矿两种结构，加热至600℃分解。
- Fe7S8，磁黄铁矿型结构。
- 硫铁原子簇。